# Frans Ghijsels
Frans Johan Louwrens Ghijsels (Tulungagung (Nederlands-Indië), 8 september 1882 – Overveen, 2 maart 1947) was een Nederlandse architect en stedenbouwkundige die zowel in Nederland als in Nederlands-Indië werkzaam was.

## Leven en werk

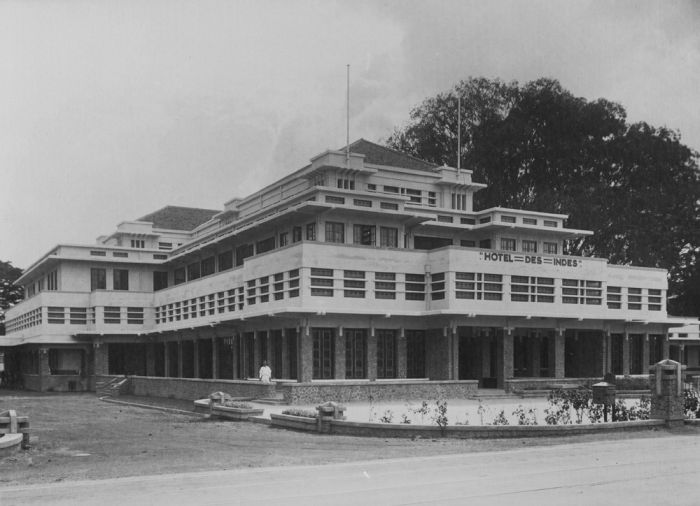
Hotel des Indes, te Batavia, ontworpen in 1928, geopend in 1930 en gesloopt in 1972.

Opgeleid aan de Technische Hogeschool Delft in Nederland, waar hij in 1909 zijn ingenieursdiploma haalde, begon hij zijn architectenloopbaan in Amsterdam bij het bureau Gerrit van Arkel. Het is bekend dat hij in Amsterdam werkte aan een pand voor een diamantslijperij aan de 1e Oosterparkstraat 110. In 1910 solliciteerde hij op een vrijgekomen vacature van bouwinspecteur voor de gemeenteraad van Batavia in Nederlands-Indië. In de zomer van 1910 werd hij aangenomen en keerde hij terug naar het land van zijn jeugd. Nog voor het vertrek trouwde hij op 8 september 1910 met Elisabeth Antonia Johanna de Regt in Rotterdam.
Op 30 oktober 1910 kwam het stel aan in Batavia. Na twee jaar werken als bouwinspecteur verliet hij de afdeling en ging werken bij de architectuurafdeling van de Dienst Openbare Werken van de gemeente Batavia. Hij richtte in 1916 het Algemeen Ingenieurs- en Architectenbureau (AIA) te Batavia op, dat heeft bestaan tot 1935. Na een aantal jaar in de tropen verliet Elisabeth met hun twee dochters in 1927 vanwege gezondheidsredenen, Nederlands-Indië en ging wonen in het Zwitserse Montreux. Zij zouden nooit meer terugkeren naar Nederlands-Indië.
Zijn stijl wordt gekenmerkt door strakke zuilen die verwerkt zijn in de muren in verder monumentale witte gebouwen. Met zijn architectenbureau heeft hij een grote variatie aan bouwwerken gerealiseerd: scholen, kantoren, huizen, kerken en garagebedrijven waarvan het merendeel nog bestaat. Daarnaast ontwierp hij voor de gemeente Bandoeng de eerste stedenbouwkundige schets en offerte voor dat deel van de stad dat gereserveerd was als toekomstig regeringscentrum. Zijn bekendste werken in Jakarta zijn het Station Jakarta Kota in het centrum, het scheepvaartgebouw van de KPM, Hotel des Indes (gesloopt) en het kantoor van Handelsvereniging Rotterdam-Internatio in Soerabaja. De interieurs, of in het andere geval: de meubels die hij ontwierp waren geheel gebaseerd op de art-decostijl van die tijd en staken hier niet bovenuit.
In 1928 keerde Ghijsels terug naar Nederland waarvandaan hij bleef werken aan een aantal projecten voor de AIA, maar een nieuw architectenbureau zou hij niet meer starten. Zijn gezin voegde zich wel bij hem en ze betrokken een huis in Overveen. In die plaats overleed hij op 2 maart 1947 op 64-jarige leeftijd.

## Oeuvre

Station Jakarta Kota, te Batavia, ontworpen in 1927-1928, gebouwd 1928-1929.

Hieronder volgt een selectie uit het oeuvre van Frans Ghijsels:
- Telefoonkantoor, te Surabaya, ontworpen in 1913-1914, aangepast door Dienst Openbare Werken in 1915 en gebouwd in 1922
- Postkantoor voor de koloniale tentoonstelling in Semarang, ontworpen en geopend in 1914
- KPM-ziekenhuis Petamboeran, ontworpen in 1914 en gwbouwd in 1915
- KPM-hoofdkantoor, te Batavia, ontworpen in 1916, gebouwd in 1918
- KPM-agentschap, te Semarang, ontworpen in 1917, gebouwd in 1918
- KPM-agentschap, te Makassar, ontworpen in 1916 en 1925, gebouwd in 1925 en in 1996 gesloopt
- Kantoorgebouw van John Peet & Co, te Batavia, ontworpen in 1919, gebouwd in 1920
- Kantoorgebouw van Maintz & Co, te Batavia, ontworpen in 1919, gebouwd in 1920
- Kantoorgebouw van Geo Wehry & Co, te Batavia, ontworpen in 1921 en 1925-1926, gebouwd in 1926-1927
- Kantoorgebouw van de Nederlandsch Indische Levensverzekering en Lijfrente Maatschappij, te Yogyakarta, ontworpen in 1922, gebouwd in 1923
- Kantoorgebouw van Internatio, te Surabaya, ontworpen in 1927-1928, gebouw in 1929-1931
- Gebouw voor het Bataviaasch Nieuwsblad, te Batavia, ontworpen in 1927, gebouwd in 1928
- Gemeentelijk Juliana Ziekenhuis, te Bandung, ontworpen in 1917, gebouwd in 1918-1919
- Ziekenhuis Onder de Bogen, te Yogyakarta, ontworpen in 1928, gebouwd in 1928-1929
- Katholieke kerk H. Jozef, te Batavia, ontworpen in 1923, gebouwd in 1923-1924
- Vrijmetselaarsloge, te Batavia, gebouwd in 1925
- Scholencomplex voor de vereniging van christelijke scholen, te Batavia, ontworpen in 1926, gebouwd in 1927
- Station Jakarta Kota, te Batavia, ontworpen in 1927-1928, gebouwd 1928-1929
- Apotheek Rathkamp, te Surabaya, ontworpen in 1927
- Uitbreiding van Hotel des Indes, te Batavia, ontworpen in 1928, geopend in 1930, gesloopt in 1972

## Erkenning
In 2022 werd Ghijsels postuum toegevoegd aan de Alumni Walk of Fame ter gelegenheid van het 180-jarig bestaan van de TU Delft.

## Galerij

KPM-hoofdkantoor, te Batavia, ontworpen in 1916, gebouwd in 1918
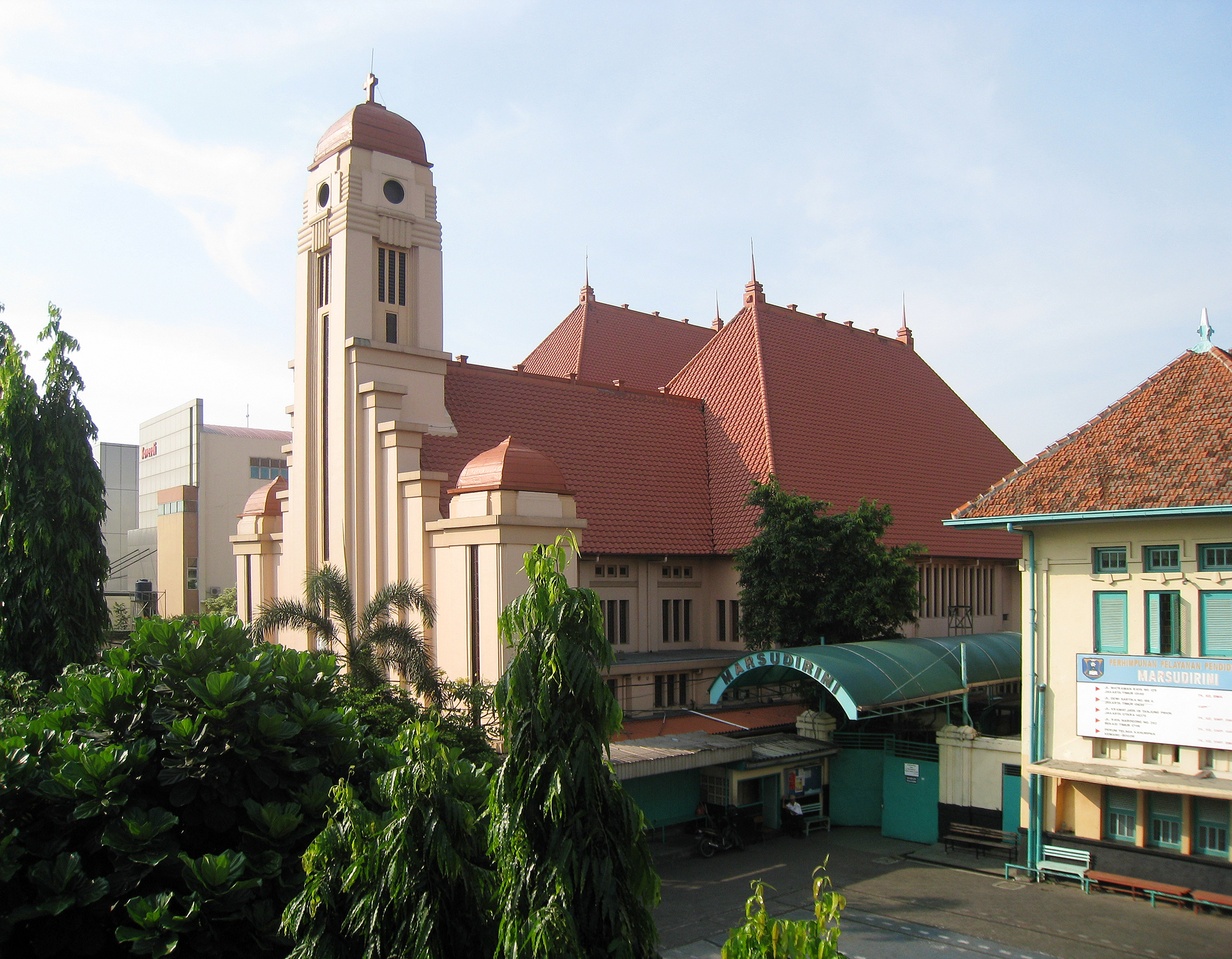
Katholieke kerk H. Jozef, te Batavia, ontworpen in 1923, gebouwd in 1923-1924
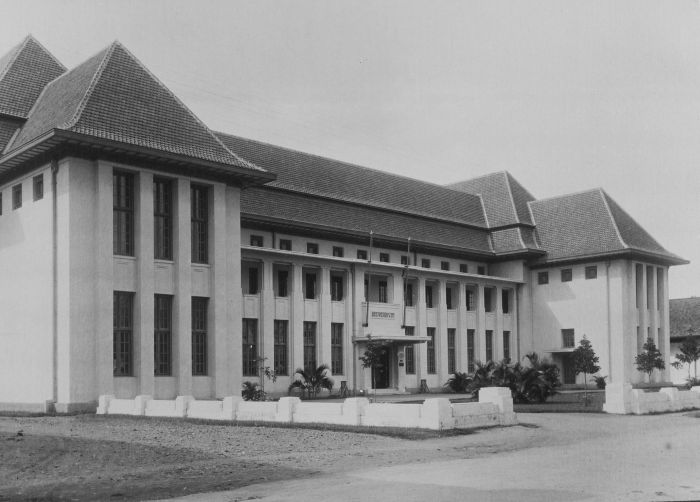
Kantoorgebouw van Geo Wehry & Co, te Batavia, ontworpen in 1921 en 1925-1926, gebouwd in 1926-1927
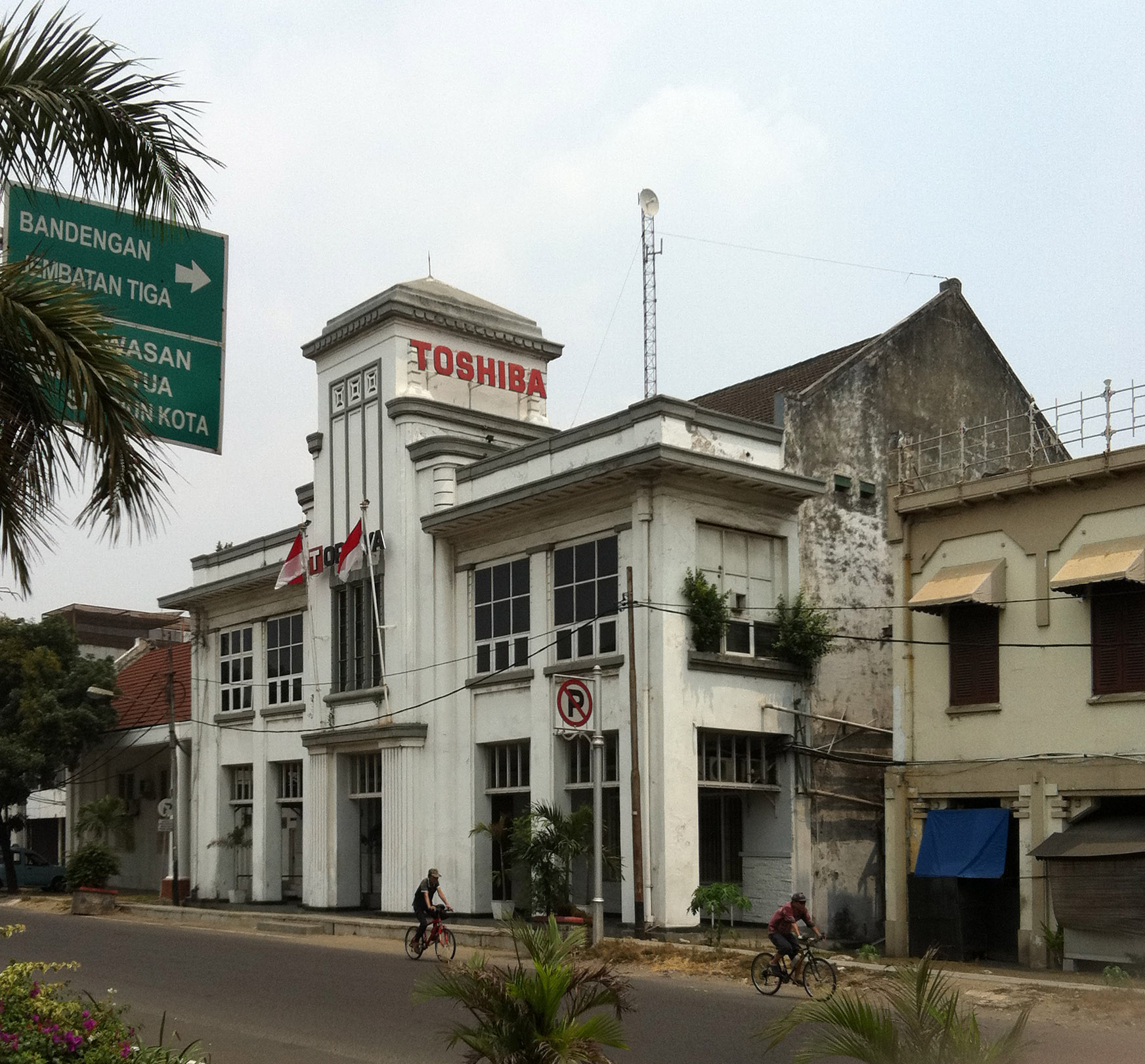
Kantoorgebouw van John Peet & Co, te Batavia, ontworpen in 1919, gebouwd in 1920
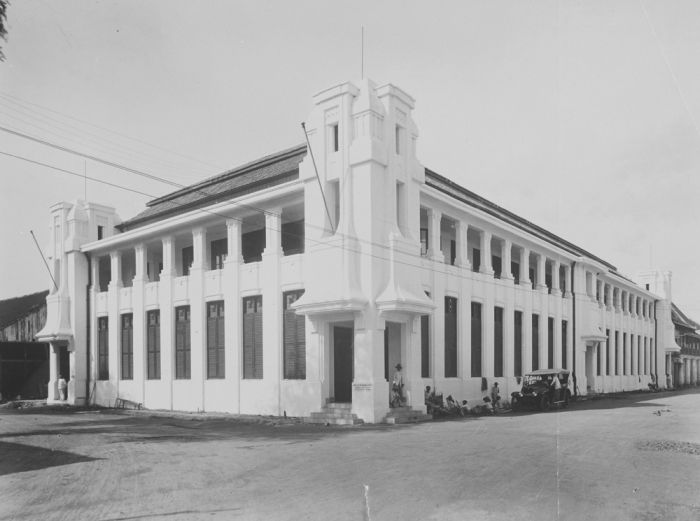
KPM-agentschap, te Semarang, ontworpen in 1917, gebouwd in 1918
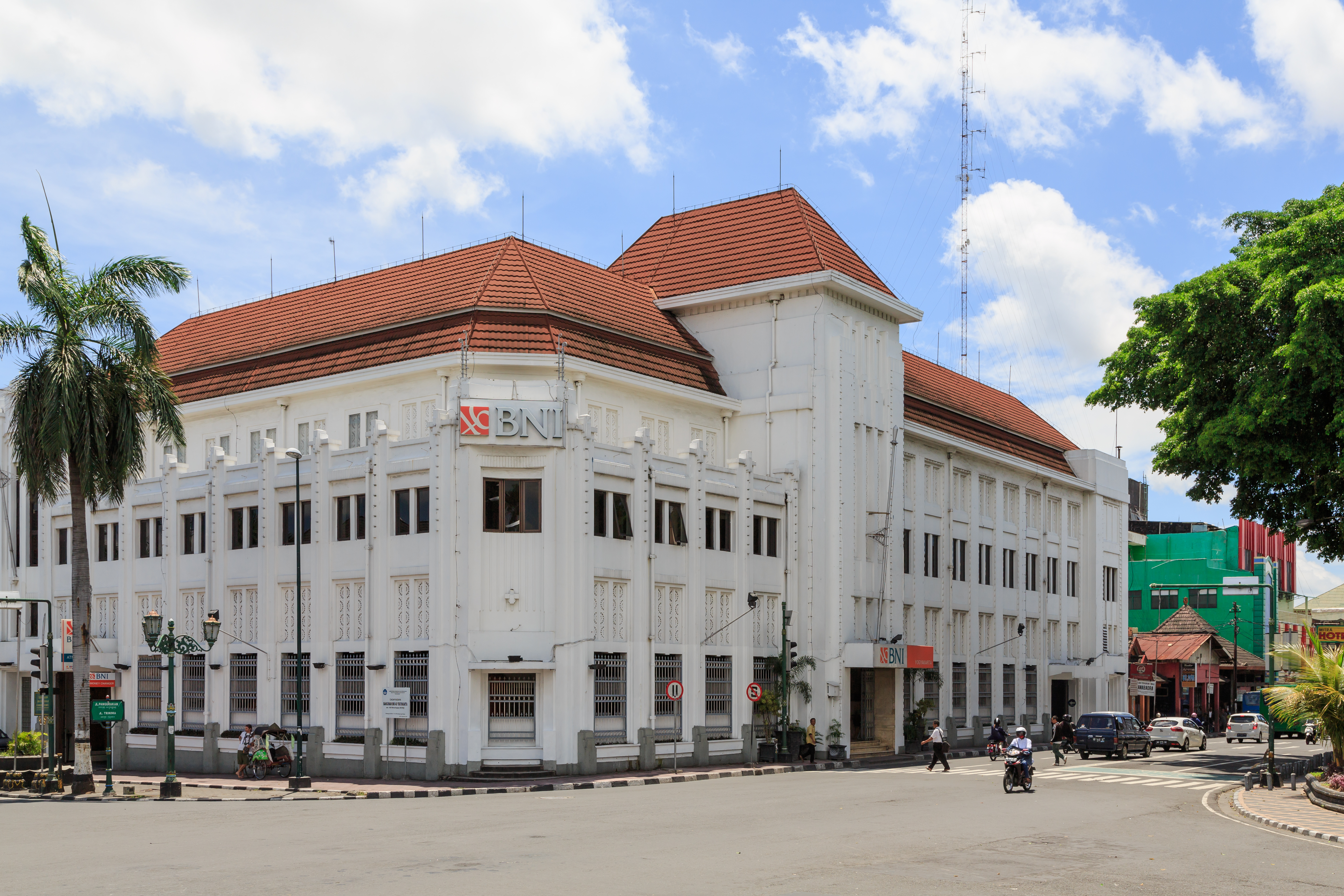
Kantoorgebouw van de Nederlandsch Indische Levensverzekering en Lijfrente Maatschappij, te Yogyakarta, ontworpen in 1922, gebouwd in 1923

## Bron
- H. Akihary (1996): Ir. FJ.L. Ghijsels, Architect in Indonesia, 1910-1929, Seram Press and ir. R.W. Heringa